# Acrographinotus mitmaj
Acrographinotus mitmaj is een hooiwagen uit de familie Gonyleptidae. De wetenschappelijke naam van Acrographinotus mitmaj gaat  terug op Acosta.